# Astiphromma luculentum
Astiphromma luculentum là một loài tò vò trong họ Ichneumonidae.